# Diamphipnoa colberti
Diamphipnoa colberti är en bäcksländeart som beskrevs av Bill P.Stark 2008. Diamphipnoa colberti ingår i släktet Diamphipnoa och familjen Diamphipnoidae. Inga underarter finns listade i Catalogue of Life.

## Etymologi
Arten har fått sitt namn efter komikern Stephen Colbert. Tidigare har en spindel fått sitt namn efter komikern, och i sitt TV-program önskade Colbert att få "någonting coolare än en spindel" uppkallat efter sig.